# Chorthippus beianensis
Chorthippus beianensis är en insektsart som beskrevs av Zheng, Z. och H.M. Sun 2007. Chorthippus beianensis ingår i släktet Chorthippus och familjen gräshoppor. Inga underarter finns listade i Catalogue of Life.